# Belontia signata
Belontia signata é uma espécie de peixe da família Belontiidae.
É endémica do Sri Lanka.